# SH-08C
TOUCH WOOD SH-08C（タッチウッド エスエイチ ぜろはち シー）は、シャープが開発した、第三世代携帯電話（FOMA）端末である。

## 概要
2009年のシーテックジャパンに参考出展され、それが商品化されたものである。世界初、木製筐体の携帯電話で、15,000台限定発売されている。2011年3月28日に正午からオンラインストアにて先行販売。夕方までに先行販売分2,000個を完売した。
シャープとNTTドコモ、オリンパス、more treesの4社が共同制作を行った。more trees は、音楽家の坂本龍一や細野晴臣、高橋幸宏、中沢新一、桑原茂一の5名が発起人となった、世界の森林を救うためのプロジェクトである。more trees が管理する四万十原産のヒノキの間伐材を外装として使用している。そのヒノキをオリンパスの三次元圧縮成形加工技術により、携帯電話の外装として足る、強度や防虫、防カビ、耐水性を持たせている。取扱い説明書も間伐紙を使用している。
木の質感やぬくもりを生かすため塗装は行わず、1台ごとに異なる木目となっているほか、ヒノキの香りがする筐体になっている。
外観は豆形の丸みをおびた形状であり、全面フルタッチパネルである。タッチパネルのインターフェースは、利用者が、よく使う機能を待受画面に貼り付けてスマートフォンのように自由にカスタマイズができ、文字入力などもタッチパネル上のQWERTYソフトキーボードやフリック入力を使って入力することが可能となっている。またTOPメニューや内蔵画面には、more treesが提供する「森を感じる」をテーマとしたコンテンツを搭載する。またタッチパネルを使った手書き機能、手書き認証なども利用できる。
機能面としても、通常のiモード機と同様にiチャネルやiコンシェル、ドコモWebメール、待ちキャラなどが利用できる。音声ではトリプルくっきりトークが搭載されているほか、歩数系も搭載されており、i Bodymoとの連携もはかれる。
カメラ機能ではシーン別切り替えやペット検出、自動顔登録、オススメフォト、ゴルフスイングビデオカメラ、スローモーション再生、笑顔フォーカスシャッター／振り向きシャッター、個人検出＆個人アルバムといった具合に、多機能となっている。

### その他機能
ワンセグやおサイフケータイ機能は搭載されていない。それ以外はSH-06C、SH-05Cに近い。
| 主な対応サービス                   | 主な対応サービス                                                    | 主な対応サービス                       | 主な対応サービス                                 |
| ---------------------------------- | ------------------------------------------------------------------- | -------------------------------------- | ------------------------------------------------ |
| タッチパネル                       | FOMAハイスピード7.2Mbps(受信)／5.7Mbps(送信)                        | Bluetooth                              | DCMX／おサイフケータイ                           |
| iアプリオンライン／地図アプリ      | 直感ゲーム／メガiアプリ                                             | iウィジェット                          | マチキャラ／iコンシェル                          |
| ホームU／ポケットU                 | GPS／オートGPS／ケータイお探し                                      | デコメール／デコメ絵文字／デコメアニメ | iチャネル                                        |
| 着もじ                             | テレビ電話／キャラ電                                                | ケータイデータお預かりサービス         | フルブラウザ                                     |
| おまかせロック／バイオ認証         | 外部メモリーへiモードコンテンツ移行／ユーザーデータ一括バックアップ | トルカ                                 | iC通信／iCお引越しサービス                       |
| きせかえツール／ダイレクトメニュー | バーコードリーダ／名刺リーダ                                        | 2in1                                   | エリアメール／ソフトウェアーアップデート自動更新 |
| GSM／3Gローミング（WORLD WING）    | 着うたフル／うた・ホーダイ                                          | Music&Videoチャネル／ビデオクリップ    | デジタルオーディオプレーヤー(AAC)(WMA)           |

## 搭載アプリケーション
- 楽オク☆アプリ
- Gガイド番組タッチ
- 地図アプリ
- 株価アプリ
- iWウォッチ/
- Start! iウィジェット
- ROID ウィジェット2
- E★エブリスタアプリ
- ブックビューア コミック体験!
- SH-MODE INFO/お天気予報SH
- モバイルGoogleマップ
- i Bodymo
- 花粉アプリ*お天気アプリ
- FOMA通信環境確認アプリ
- ボイスレコーダー
- スマートリンク辞書／電子辞書（国語・英和・和英）
- ダウンロード辞書

## 沿革
- 2010年11月8日 - 発表。
- 2011年3月28日 - 発売開始。3月はオンラインショップのみでの発売。